# Colobothea forcipata
Colobothea forcipata är en skalbaggsart som beskrevs av Bates 1865. Colobothea forcipata ingår i släktet Colobothea och familjen långhorningar. Inga underarter finns listade i Catalogue of Life.